# 大沼公園駅
大沼公園駅（おおぬまこうえんえき）は、北海道亀田郡七飯町字大沼町にある北海道旅客鉄道（JR北海道）函館本線（駒ヶ岳回り・本線）の駅である。駅番号はH67。電報略号はオエ。事務管コードは▲140109。
早朝夜間の上り4本・下り4本を除いて特急「北斗」が停車し、朝には函館方面からの当駅折り返し列車が1本のみ設定されている。

## 歴史
- 1907年（明治40年）

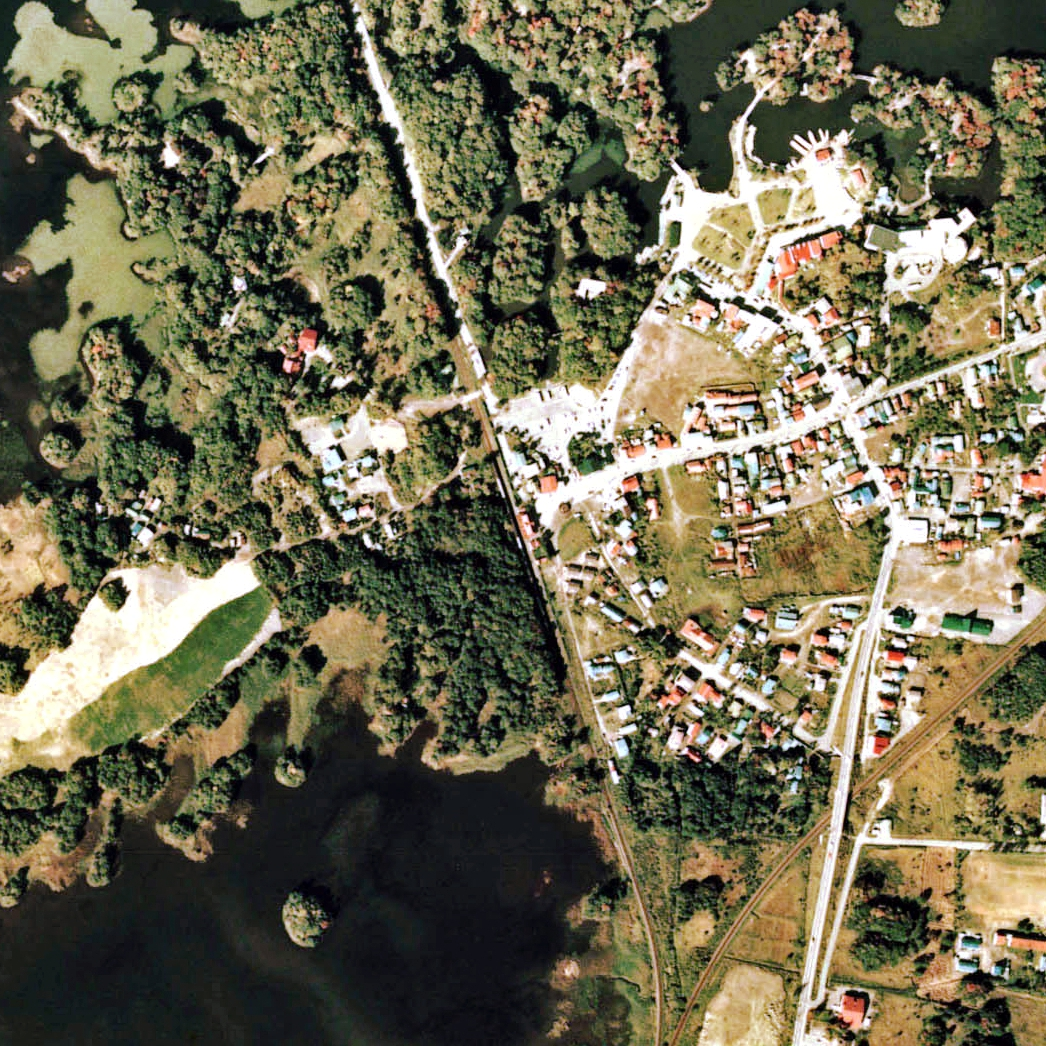
1976年の大沼公園駅と周囲約1km範囲。下が函館方面。下から右へカーブして向かうのは砂原支線鹿部・森方面。

  - 6月5日：北海道鉄道の大沼公園臨時乗降場として開業[6]。
  - 7月1日：北海道鉄道が国有化され、国有鉄道の所属となる[6]。
  - 12月21日：大沼公園臨時乗降場が閉鎖[6]。
- 1908年（明治41年）5月25日：大沼公園仮停車場が開業し、夏と秋の両期間中、旅客および荷物扱い開始[7]。
- 1909年（明治42年）10月12日：線路名を函館本線に制定、それに伴い同線の駅となる。
- 1917年（大正6年）6月15日：貨物扱い開始[6]。
- 1920年（大正9年）6月15日：大沼仮停車場と改称[8]。同時に大沼駅（初代）は軍川駅に改称[8]。
- 1924年（大正13年）11月10日：駅に昇格、大沼駅（2代）となる[9]。
- 1929年（昭和4年）1月5日：大沼電鉄の大沼（後の大沼公園） - 新本別間が開通。
- 1945年（昭和20年）6月1日：大沼電鉄線が全線廃止となる。
- 1949年（昭和24年）6月1日：日本国有鉄道法施行に伴い、日本国有鉄道（国鉄）に継承。
- 1960年（昭和35年）5月20日：貨物扱い廃止[9]。
- 1964年（昭和39年）5月1日：大沼公園駅に改称[10]。
- 1983年（昭和58年）3月：駅舎改築[9]。
- 1984年（昭和59年）2月1日：荷物扱い廃止[9]。
- 1987年（昭和62年）4月1日：国鉄分割民営化により、北海道旅客鉄道（JR北海道）の駅となる[6]。
- 1998年（平成10年）4月1日：業務委託化。
- 2007年（平成19年）10月1日：JR北海道の駅が駅ナンバリングを実施[11]。
- 2014年（平成26年）10月1日：業務委託先のジェイ・アールはこだて開発が北海道キヨスクに吸収合併され、法人格消滅[12]。同時に北海道ジェイ・アール・サービスネットに業務委託開始。
- 2015年（平成27年）10月10日：列車別改札開始メロディーとして「千の風になって」を使用開始。

### 駅名の由来
当駅近隣の観光地（国定公園）名より。
当初、仮乗降場として開設されたときは「大沼公園」の名称であったが、1924年（大正13年）に隣駅の大沼駅が軍川に改称されたのに合わせて当駅が「大沼」を名乗ることとなった。しかし、1964年（昭和39年）5月1日に、当駅を「大沼公園」に再改称し、軍川駅を翌月の6月1日付けで大沼駅（3代）に改称して現在の形となった。

## 駅構造
単式ホーム1面1線を有する地上駅。道内の特急停車駅のうち、旅客乗降用のホーム及び線路が一本しかないのは当駅と稚内駅のみである。木造駅舎を有する。
かつてはホームのない側線を1線有していた。この側線は留置線であり、大沼公園駅発着の列車が待機している場合があったが乗降はできなかった。また当駅での列車交換もできない。この側線は、2021年（令和3年）11月時点で枕木も含めて撤去されている。
七飯駅管理（夜間連絡先は森駅）の業務委託駅（北海道ジェイ・アール・サービスネット委託、早朝夜間駅員不在）となっている。駅舎には、みどりの窓口が設置されている。
駅舎は構内の東側（旭川方面に向かって右側）に位置し、ホーム中央部分に接している。改築されつつ以前からの形状を維持した、重厚感があるレトロな雰囲気の建物である。また、トイレを有する。
「紅葉が映える水郷の駅」と記載された「わたしの旅スタンプ」が設置されている。

### のりば
| 番線 | 路線      | 方向 | 行先                                     |
| ---- | --------- | ---- | ---------------------------------------- |
| 1    | ■函館本線 | 上り | 函館方面                                 |
| 1    | ■函館本線 | 下り | 長万部・東室蘭・苫小牧・南千歳・札幌方面 |

（出典：JR北海道:駅の情報検索）

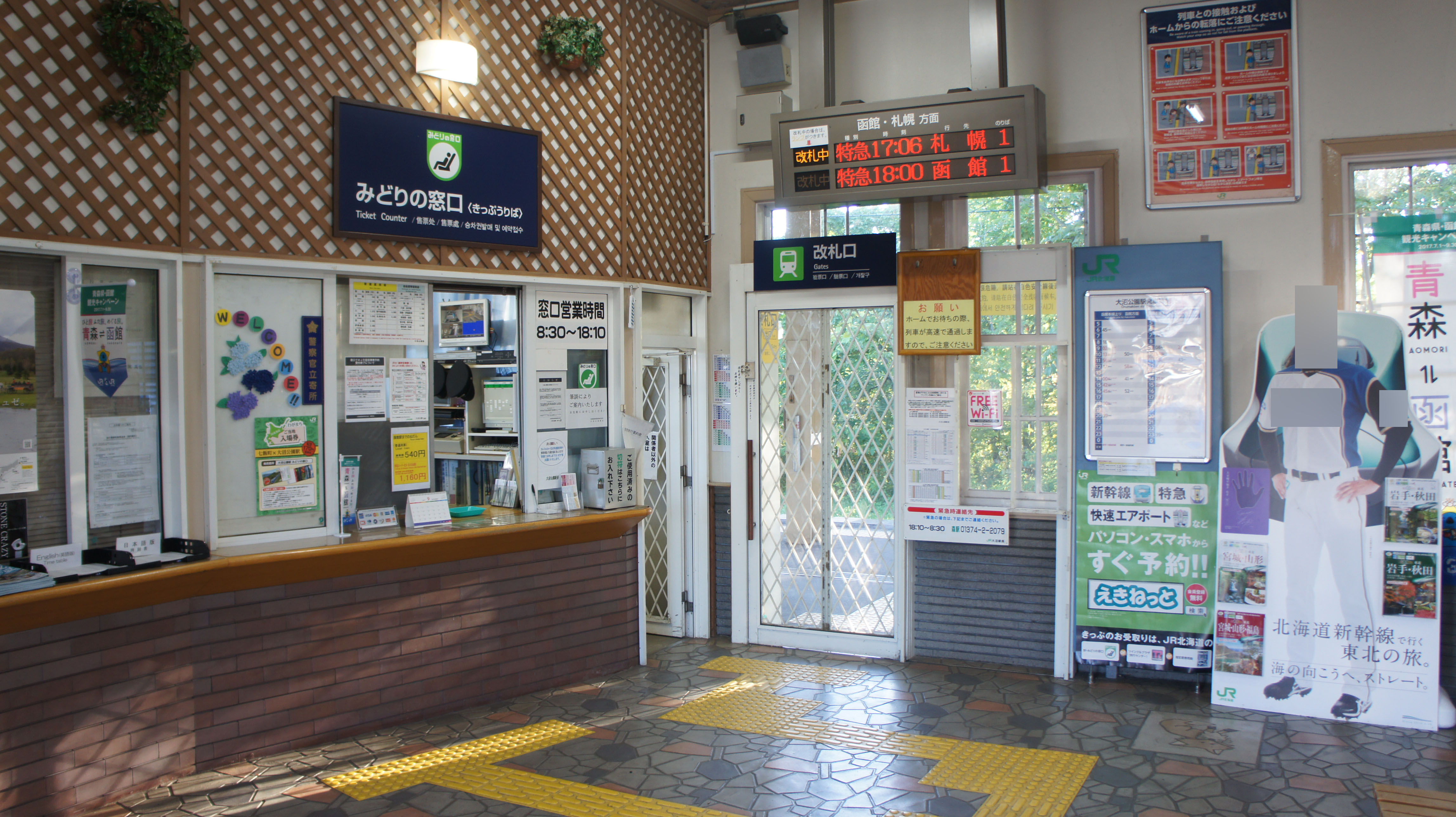
改札口（2017年8月）
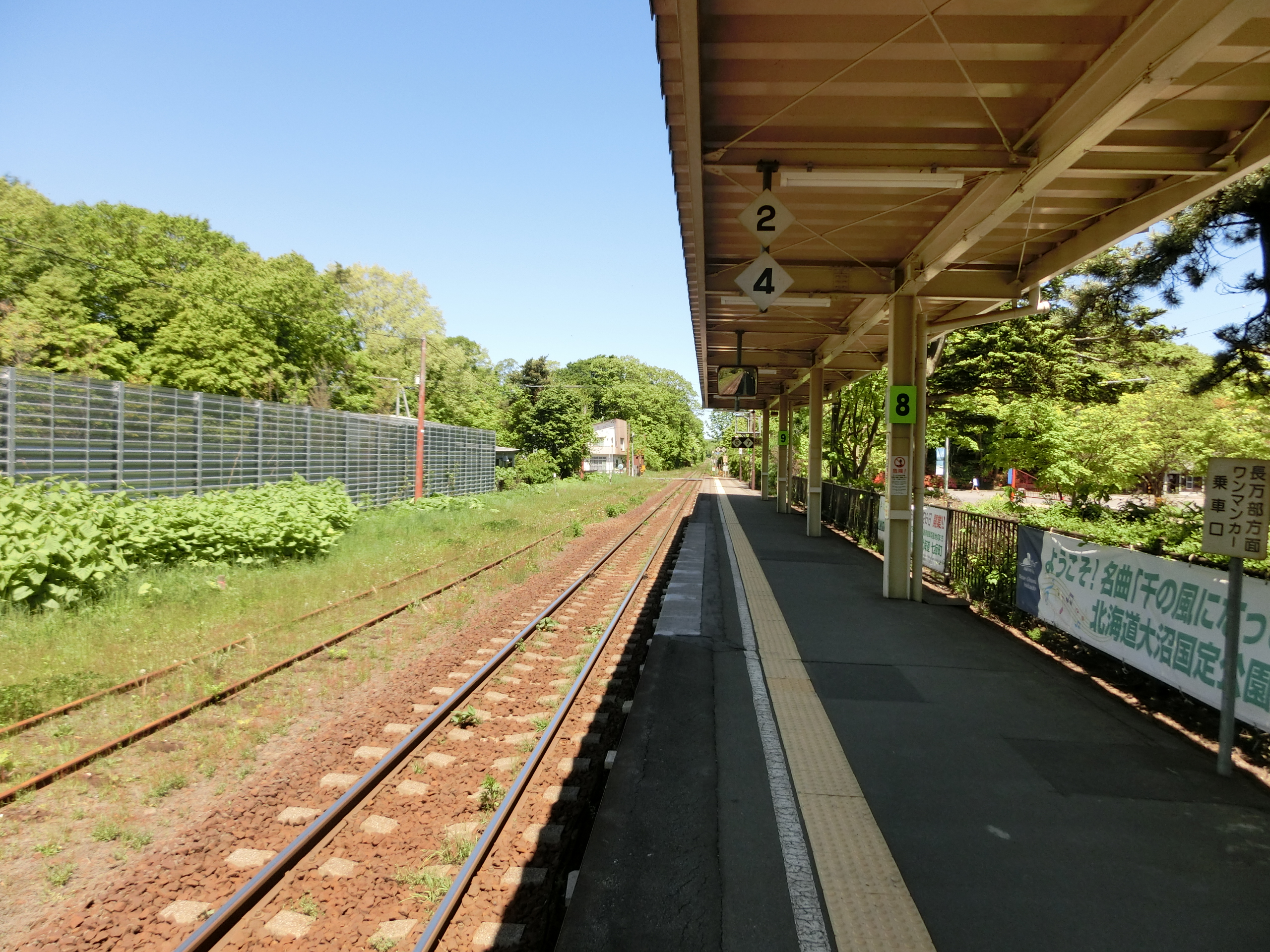
ホーム（2018年5月）

## 利用状況
乗車人員の推移は以下の通り。年間の値のみ判明している年度は日数割で算出した参考値を括弧書きで示す。出典が「乗降人員」となっているものについては1/2とした値を括弧書きで乗車人員の欄に示し、備考欄で元の値を示す。
また、「JR調査」については、当該の年度を最終年とする過去5年間の各調査日における平均である。
| 年度               | 乗車人員（人） | 乗車人員（人） | 乗車人員（人） | 出典            | 備考                                                  |
| 年度               | 年間           | 1日平均        | JR調査         | 出典            | 備考                                                  |
| ------------------ | -------------- | -------------- | -------------- | --------------- | ----------------------------------------------------- |
| 1946年（昭和21年） | 111,116        | (304.4)        |                | [ 16 ]          |                                                       |
| 1947年（昭和22年） | 133,669        | (365.2)        |                |                 |                                                       |
| 1948年（昭和23年） | 141,028        | (386.4)        |                |                 |                                                       |
| 1949年（昭和24年） | 131,028        | (359.0)        |                |                 |                                                       |
| 1950年（昭和25年） | 154,269        | (422.7)        |                |                 |                                                       |
| 1951年（昭和26年） | 173,839        | (475.0)        |                |                 |                                                       |
| 1961年（昭和36年） | 206,592        | (566.0)        |                |                 |                                                       |
| 1962年（昭和37年） | 204,305        | (559.7)        |                |                 |                                                       |
| 1963年（昭和38年） | 156,027        | (426.3)        |                |                 |                                                       |
| 1965年（昭和40年） | 188,442        | (516.3)        |                |                 |                                                       |
| 1966年（昭和41年） | 180,452        | (494.4)        |                |                 |                                                       |
| 1967年（昭和42年） | 165,816        | (453.0)        |                |                 |                                                       |
| 1975年（昭和50年） |                | 300.0          |                | [ 17 ] [ 注 2 ] | 以下、『七飯町史 続刊』を出典とする数値はすべて概数。 |
| 1976年（昭和51年） |                | 290.0          |                | [ 17 ] [ 注 2 ] |                                                       |
| 1977年（昭和52年） |                | 250.0          |                | [ 17 ] [ 注 2 ] |                                                       |
| 1978年（昭和53年） |                | 243.0          |                | [ 18 ]          |                                                       |
| 1979年（昭和54年） |                | 240.0          |                | [ 17 ] [ 注 3 ] |                                                       |
| 1980年（昭和55年） |                | 210.0          |                | [ 17 ] [ 注 3 ] |                                                       |
| 1981年（昭和56年） |                | 210.0          |                | [ 17 ] [ 注 3 ] | 1日乗降客数は208人。                                  |
| 1982年（昭和57年） |                | 210.0          |                | [ 17 ] [ 注 3 ] |                                                       |
| 1983年（昭和58年） |                | 210.0          |                | [ 17 ] [ 注 3 ] |                                                       |
| 1984年（昭和59年） |                | 210.0          |                | [ 17 ] [ 注 3 ] |                                                       |
| 1985年（昭和60年） |                | 220.0          |                | [ 17 ] [ 注 3 ] |                                                       |
| 1986年（昭和61年） |                | 210.0          |                | [ 17 ] [ 注 3 ] |                                                       |
| 1987年（昭和62年） |                | 210.0          |                | [ 17 ] [ 注 3 ] |                                                       |
| 1988年（昭和63年） |                | 210.0          |                | [ 17 ] [ 注 3 ] |                                                       |
| 1989年（平成1年）  |                | 220.0          |                | [ 17 ] [ 注 3 ] |                                                       |
| 1990年（平成2年）  |                | 220.0          |                | [ 17 ] [ 注 3 ] |                                                       |
| 1991年（平成3年）  |                | 220.0          |                | [ 17 ] [ 注 3 ] |                                                       |
| 1992年（平成4年）  |                | 190.0          |                | [ 17 ] [ 注 3 ] | 1日乗降客数は442人。                                  |
| 1993年（平成5年）  |                | 170.0          |                | [ 17 ] [ 注 3 ] |                                                       |
| 1994年（平成6年）  |                | 170.0          |                | [ 17 ] [ 注 3 ] |                                                       |
| 1995年（平成7年）  |                | 170.0          |                | [ 17 ] [ 注 3 ] |                                                       |
| 1996年（平成8年）  |                | 160.0          |                | [ 17 ] [ 注 3 ] |                                                       |
| 1997年（平成9年）  |                | 140.0          |                | [ 17 ] [ 注 3 ] |                                                       |
| 1998年（平成10年） |                | 150.0          |                | [ 17 ] [ 注 3 ] |                                                       |
| 1999年（平成11年） |                | 150.0          |                |                 |                                                       |
| 2017年（平成29年） |                |                | 117.2          | [ 19 ]          |                                                       |
| 2018年（平成30年） |                |                | 136.8          | [ 20 ]          |                                                       |

## 駅周辺
- 大沼国定公園 - 駅から北東に約0.5km[15]。
- 北海道道338号大沼公園線
- 函館中央警察署大沼駐在所
- 大沼郵便局
- 大沼漁業協同組合
- 大沼 - 駅から北東に約0.4km。（湖畔一周は、車で約20分。自転車で約70分。）
- 小沼 - 駅から西に約0.5km[15]。
- 日暮山 - 駅から西に約4km[15]。
- 駅前「沼の家（ぬまのや）」 - 駅から東に約50m。この地域の名物・大沼だんごの代表店。
- 函館バス「大沼公園」、大沼交通「大沼公園駅前」停留所[21][22]

## 隣の駅
北海道旅客鉄道（JR北海道）
■函館本線

大沼駅 (H68) - 大沼公園駅 (H67) - 赤井川駅 (H66)

### かつて存在した路線
大沼電鉄
大沼電鉄線
大沼公園駅 - 大八湾駅